# NHK 정월 시대극
NHK 정월 시대극은 NHK가 1995년부터 매년 초4일 동안 방송하고있는 단발 사극 특별 프로그램이다.

## 출연작
- 1995년 《세이자에몽 잔일록 앙갚음! 하라마야의 결투》
- 1996년 《목숨 바쳐 기후~꿈 쫓아 언덕의 결투~》
- 1997년 《바람 빛나는 검 ~ 팔악당 비문》
- 1998년 《우에스기 요잔 -이백년전의 행정 개혁-》
- 1999년 《가가 백만석~엄마와 아이의 전국 서바이벌》
- 2000년 《창천의 꿈 쇼인과 신사쿠·신세기에 도전》
- 2001년 《사천만보 남자·이노 다다타카》
- 2002년 《계시가 봄》
- 2003년 《또 다시 그만 둔하거나 주인님~막말의 명봉행·오구리 코즈케노스케~》
- 2004년 《오토모 소린 ~ 마음의 왕국을 찾아》
- 2005년 《다이카 개신》
- 2006년 《신센구미!! 히지카타 토시조 최후의 하루》
- 2007년 《호리베 야스베~사랑이 검호를 키운, 용기와 감동의 청춘기》
- 2008년 《유키노조 변화》
- 2009년 《아지랑이의 갈림길~졸고 이와네 에도 초지~ 꿈 서식지도로》
- 2010년 《아지랑이의 갈림길~졸고 이와네 에도 초지~ 바다의 어머니》
- 2011년 《은밀비첩》
- 2013년 《야리 빌려~주정꾼 코토지 유서~》
- 2014년 《사쿠라 호사라》
- 2016년 《요시하라 뒤동심~신춘 요시의 대화재~》
- 2017년 《아지랑이의 갈림길 완결편~졸고 이와네 에도 초지~》
- 2018년 《풍운아들~난학 혁명편~》
- 2019년 《이에야스, 에도를 세우다》